# D.O
D.O（ディー・オー、 本名: 君塚 慈容〈きみづか しげやす〉） 、1978年7月3日 - ）は、日本のヒップホップMC。練マザファッカーのリーダー。旧姓は須藤（すどう）。
ラッパー初期の頃はSUDOを名乗っていたが、雷に弟子入り後に先輩の RINO LATINA IIからSUを取ってD.Oと名付けられた。

## 人物
東京都練馬区在住。両親は虫プロダクションで働いていて、マンガやアニメの世界で仕事をしていた。父親の地元は埼玉県、母親の地元は秋田県能代市。2つ上の姉がいる。
かつては3つ編みにサングラスを掛け、全身に入った刺青と云う特殊な風貌と、上ずった鼻声でのラップを組み合わせた奇怪なキャラクター設定で、音楽活動を行っていた。
雷家族ではサイドMC的な役割を担っている。東京都練馬区大泉学園を溺愛しており、地元で老舗の個人経営レストランであったサンロイヤルに、子供の頃から常連客として通っていた。大麻取締法違反により2019年11月から服役中であったが、2021年12月22日に出所した。

## 略歴

### デビュー
2006年1月25日、初のソロアルバム『JUST HUSTLIN' NOW』をリリース。2007年9月4日、TBSのバラエティー番組『リンカーン』内のコーナー「ウルリン滞在記」に出演、中川剛にラップを指南した。語尾に「メ〜ン」をつける独特のしゃべり方が話題を呼んだ。2007年12月19日、「ジャパニーズ・レゲエやHIPHOPの各界における実力者・注目株が、所ジョージの名の下に大集合」という名目の音楽プロジェクトSETAGAYA MUSIC BASEに卍LINE（窪塚洋介）、山本"KID"徳郁らと共に参加。

### 最初の逮捕
2009年2月4日、コカインを所持・使用したとして麻薬及び向精神薬取締法違反の容疑で逮捕された。練マザファッカーのメンバーがCDショップ店舗にて大麻を売り逮捕された事件に関連し、1月30日にD.Officeの事務所に家宅捜索が入り若麒麟真一とD.Office社員で練マザファッカーのメンバーであるPIT GObが逮捕された際、自身も後から現場に現れ、定期入れの中に微量のコカインを所持しており、「我慢できなかったんスよ、勘弁してくださいよお巡りさん・・・」と供述したため逮捕された。2009年2月5日、翌週の2月11日に発売が予定されていた2ndアルバム『JUST BALLIN' NOW』の発売中止が発表され、エイベックスは、D.Oが参加している全ての楽曲を配信停止した。2008年10月に発表された又吉&D.Oのアルバム『なめんなよ』の発売および配信も中止。2009年3月18日、ZEEBRAの日本武道館ライブDVD『ZEEBRA 20th ANNIVERSARY THE LIVE ANIMAL in 武道館』は、D.Oの出演シーンを編集によってカットしてリリースされた。2009年4月20日、懲役1年・執行猶予3年の有罪判決が言い渡された。2010年9月8日、ソロ活動再開のシングルとして、『I'm Back』を発売。2011年1月19日、約4年振りのアルバム『ネリル&JO』を発売。2012年9月5日、BOOT STREET限定でMIX CD『THE STREET OF DOGG』を発売。

### 2度目の逮捕
2018年6月28日、乾燥大麻やコカインなど数百グラムを所持していた容疑で再び逮捕。2019年10月24日、懲役3年の実刑判決が確定したため、11月からは服役することが明らかになった。

### 出所後
2021年12月22日、刑務所から出所したことが明らかになった。2022年9月9日、出所後初となる配信限定シングル「Rhyme to heaven」をリリース。プロデュースは盟友のDJ MUNARI。2022年12月9日、3ヶ月ぶりに配信限定シングル「FLY9」をリリース。プロデュースはクリエイター集団BCDMGのボス、JASHWON。

## ディスコグラフィー

### シングル
- 『I'm Back』（2010年9月8日）
- 『イキノビタカラヤルコトガアル -NEVER GIVE UP-』（2011年11月23日）
- 『Rhyme to heaven』（2022年9月9日）
- 『FLY9』（2022年12月9日）

### アルバム
- 『JUST HUSTLIN' NOW』（2006年1月25日）
- 『JUST BALLIN' NOW』（2009年2月11日発売予定)） ※発売中止
- 『ネリル&JO』（2011年1月19日）
- 『THE CITY OF DOGG』（2012年5月23日）
- 『DO THE BEST』（2014年8月20日）

### EP
- 『TOKYO RAP CARTEL』（2014年10月22日）

※以下は「漢＆D.O」名義
- 『スタンド・バイ・ミー』（2019年1月）
- 『7 days war 24』（2019年9月）

### ライブDVD
- 『UNDERGROUND THE LIVE』（2007年9月28日）

BOOT STREET独占販売

### MIX CD
- 『D.Office Collections』（2005年12月16日）
- 『THE STREET OF DOGG』（2012年9月5日） - BOOT STREET限定
- 『悪党 THE MIX mixed by DJ BAKU』（2018年7月25日）

### 参加作品
- TWIGY『The Legendary Mr.Clifton』（2001年10月17日）
  - 2. 一等賞 feat. MACKA-CHIN, D.O and Q
  - 3. T.K.O feat. G.K.MARYAN, D.O and WIGGY CLIFTON

- RINO LATINA II『Carnival of Rino』（2001年12月5日）
  - 15. 七龍珠 (3 BACK SYSTEM) feat. UZI 9mm, D.O

- G.K.MARYAN『KEEP ON MOVIN' 2』（2002年3月21日）
  - 9. DELUX RELAX feat. SHINNOSK8, D.O

- D.M.C (D.O, MACCHO, CORN HEAD)『D.M.C』（2002年8月8日）
  - 1. D.M.C
  - 4. SUNAHAMMER de TIMER

- オムニバス『えん突つサンプラー vol.1』（2003年2月21日）
  - 6. DON'T STOP SETTING TIMER

- 妄走族『Project(妄)』（2003年3月26日）
  - 10. まむし -Choice the game- feat. D.O

- LiL'AI『PARTY with..... feat. D.O and HANAH』（2003年7月24日）
- UZI『ひとり酒』（2003年9月18日）
  - 3. 開放軍Ⅱ～確変キャバチャンREMIX feat. 565, Kenta, D.O, 秋田犬どぶ六

- 姫『姫始』（2003年10月8日）
  - 6. 秘めごと feat. D.O

- SPHERE of INFLUENCE『ATLANTIS』（2003年10月29日）
  - 8. FABULOUS 5 feat. L-VOKAL, MEGA-G, KM-MARKIT, D.O

- MINESIN-HOLD『EGOIST』（2004年2月12日）
  - 8. 月光 feat. D.O

- DJ CELORY a.k.a Mr.BEATS『BEATS JAPAN』（2004年4月28日）
  - 9. Time Is Money feat. G.K.MARYAN, D.O, DELI

- 城南ウォーリアーズ『MICROPHONE最強タッグ』（2004年8月18日）
  - 2. ファイティング・スピリッツ feat. D.O
  - 3. ミクスド・マーシャル・アーツ feat. SHINNOSK8, D.O

- オムニバス『DAZZLIN' GOLD -ina dancehall style- vol.1』（2004年9月24日）
  - 15. DANCEHALL KILLER (TWIGY feat. D.O)

- UZI『No.9』（2004年11月24日）
  - 9. 解放軍'04 feat. RINO LATINA Ⅱ, 秋田犬どぶ六, KENTA5RAS, 565, D.O, G.K.MARYAN

- 565 FAMILIA『GANGSTA BOOGIE』（2005年3月16日）
  - 10. ILLEGAL TRAFICKING feat. MISTA SMITH, KENTA5RAS, D.O, 剣桃太郎
  - 12. TOKYO feat. DEN, 般若, D.O, G.K.MARYAN
  - 15. 565 PARTY feat. D.O

- 565『SAMURAI SWORD』（2005年6月5日）
  - 19. 斬り捨て御免 feat. RINO LATINA II, D.O

- HI-D & TWIGY『LOVE or HATE』（2005年7月13日）
  - 7. SOUTH LOVE feat. D.O, JASHUWON

- オムニバス『えん突つサンプラー vol.2』（2005年8月3日）
  - 4. MONEY ON MY MINE (SHIBA-YANKEE, D.O, 565)
  - 6. ORGAN BAR ON MONDAYS (YOU THE ROCK★, E-MOTOROLL, THE AMAZON, D.O, SHIBA-YANKEE)
  - 11. イライラが止まんない (D.O)

- オムニバス『MONOHON SQUAD II』（2005年8月8日）
  - 2. 今夜決定 (RL2, HAB I SCREAM, UZI, SHINNOSK8, NOB, D.O, ZORRO)

- 『東京演義 ～TKO HIPHOP オリジナル・サウンドトラック～』（2005年9月7日）
  - 5. 黒軍団 (「アイツ ソイツ コイツ」名義 … 秋田犬どぶ六, D.O, CORN HEAD)
  - 10. WHICH DO YOU CHOOSE (D.O)

- MASARU『LIVE IS LIFE』（2005年12月7日）
  - 10. WHAT'S UP feat. KENTA5RAS, D.O, JASHWON, YAS, 練馬 DA FUCKER

- RINO LATINA II『TAKI183 TRACKS』（2006年1月11日）
  - 3. 27 feat. D.O, DEN
  - 6. 酒と女とツマミとバカラ feat. DEN, 565, GAMA, D.O

- RINO LATINA II『II』（2006年2月3日）
  - 6. ハァ～?シケてんのなんてカンベン feat. 565, D.O, NOB
  - 7. 酒と女とツマミとバカラ feat. DEN, 565, D.O, GAMA (remix)

- オムニバス『STILL GROWING』（2006年4月5日）
  - 5. WHOOOOO (D.O)

- DJ MUCCA『Dignity』（2006年4月25日）
  - 6. REPRESENT feat. タイプライター, D.O, MAGASA

- TWIGY『TWIG』（2006年5月10日）
  - 4. Ah Yeah feat. D.O, PIT Gob, Jashwon

- ヨシピィ・ダ・ガマ『エネルギー革命』（2006年5月17日）
  - 12. PASS DA LAMP feat. SHINNOSK8, D.O, TSUN

- STRUGGLE FOR PRIDE『YOU BARK WE BITE』（2006年5月17日）
  - 9. YOU BARK,WE BITE feat.S-One The Gangsta,Terra-West & D.O

- GANXSTA D.X『SLOW BURNING』（2006年10月4日）
  - 10. Outlow Connection feat. MACCHO, II-J, D.O, U-PAC, Gipper, DE

- オムニバス『JAPANESE RAP STA ～ON BOOTSTREET～』（2006年10月4日）
  - 4. 12' RAP STAZ (B.D, DWEET, MIKRIS, KGE, JBM, C.T, D.O, JASHWON, PIT GOb, MASARU, KNZ, MAGASA)
  - 5. STAND UP STAND UP (HIDA, 愛, タイプライター, りゅうどう, 黒羽, BENZO, D.O, RINO LATINA II)
  - 7. STILL BALLER (HOKT, 1-KYU, LGY, BUZZ, NITTY, D.O, RICANDYNA)
  - 8. DOGG LIFE (SEEDA, BES, A.THUG, STICKY, bay4k, D.O, JASHWON, TWIGY)
  - 10. GHETTO ROLLIN' (ANARCHY, D.O)
  - 11. ラぶレたア (D.O)

- DJ GEORGE『Focus Of Street's Attention Chapter.12』（2006年）
  - 21. くそ音楽!! feat. D.O

- D.L『THE ALBUM (ADMONITIONS)』（2006年11月29日）
  - 13. GOD MOUTH (GOD BIRD pt.2) feat. K5R, TWINKLE, PRIMAL, 剣桃太郎, GOCCI, SUPERB, RINO LATINA II & D.O

- TWIGY『AKASATANA』（2007年3月28日）
  - 4. trickstar feat. PIT-GOb, JASHWON, D.O

- MAGASA『Tornado of Red eye』（2007年4月25日）
  - 3. Don't Stop To Get Hipe feat. タイプライター, D.O

- オムニバス『月刊ラップ 第9号』（2007年4月28日、Da.Me.Records）
  - 11. FREESTYLE (HIDADDY & DARTHREIDER & D.O)

- bay4k『I am ...』（2007年6月15日）
  - 4. EVIL WAYS feat. D.O, PIT-GOb

- オムニバス SPICY CHOCOLATE『東京RAGGA BLAZE 2』（2008年7月9日）
  - 10. Break Through / Boxer Kid From Mighty Jam Rock & D.O From 練ﾏｻﾞﾌｧｯｶｰ

- 剣桃太郎『Xカリバー』（2007年8月8日）
  - 13. ウロヤケヌマ feat. G.K.MARYAN, D.O

- ZEEBRA『World of Music』（2007年10月17日）
  - 3. Reason (Let U Know) feat. SIMON, D.O

- SEEDA『街風』（2007年10月17日）
  - 9. NO PAIN, NO GAIN feat. D.O

- オムニバス『A+ ～FRONT LINE of TOKYO HIPHOP～』（2007年10月17日）
  - 1. INTRO (DEN & D.O)
  - 2. OKUCHI GA BUKI (DEN, D.O, bay4k, PIT-GOb)
  - 7. SKIT (DEN & D.O)
  - 10. 日本語ラップ is DEAD? (D.O, JBM, VIKN, SIMON feat. DEN & DJ MISSIE)

- G.K.MARYAN『KEEP ON MOVIN' 3』（2007年12月19日）
  - 2. FEEL THE CRUSING feat. D.O
  - 12. SEN-GOKU - 戦国 feat. PIT-GOb, D.O, UZI

- オムニバス『SETAGAYA MUSIC BASE』（2007年12月19日）
  - 5. 朝まで踊ろう/TAATI feat. D.O
  - 6. 忘れかけたブルース REMIX/D.O

- EIGHT TRACK『EPISODE 1』（2008年3月19日）
  - 15. ￥ Town feat. D.O

- 練マザファッカー『PLAY DA GAME』（2008年4月3日）
  - 1. PLAY DA GAME (D.O, KNZ, D-ASK, bay4k, SHIZOO, PIT GOb, JASHWON)
  - 2. RAPSTA PARADISE (D.O, JASHWON, PIT GOb, bay4k, T2k, 寿, SHY-P.O.P, BIG-T, BIG-BEN, D-ASK, SHIZOO)
  - 3. MY THUG LIFE

- 練マザファッカー『TALK』（2008年7月）
  - 1. TALK (D.O, PITGOb, BIG-T, T2K)

- 練マザファッカー『PAIN』（2008年）
  - 1. PAIN (D.O, D-ASK, BIG-T, T2K)
  - 2. WELCOME (D.O, BIG-BEN, 寿, SHY-P.O.P)

- 練マザファッカー『練マザファッカー』（2008年12月3日）
  - 1. RAPSTA PARADISE (D.O, JASHWON, bay4k, PIT GOb, T2K, SHY-P.O.P, 寿, BIG-T, BIG-BEN, D-ASK, SHIZOO)
  - 3. WHATS UP
  - 4. N.M.F (D.O, T2K, SHIZOO, 寿, PIT GOb, SHY-P.O.P, BIG-BEN, BIG-T, bay4k, D-ASK, JASHWON)
  - 6. WELCOME (D.O, SHY-P.O.P, BIG-BEN, 寿)
  - 11. SOMEDAY SOMEWAY (D.O, BIG-T, SHIZOO, D-ASK, T2K, 寿, BIG-BEN, bay4k, SHY-P.O.P, PIT GOb)
  - 13. はきだめの詩 (D.O, PIT GOb, bay4k, SHIZOO, BIG-BEN, D-ASK)
  - 14. corversate (D.O, SHARP-A-DON, MUNARI)
  - 15. TALK (T2K, D.O, BIG-T, PIT GOb)

- acharu『Nasty』（2010年6月2日）
  - 7. City Lights feat. D.O（練マザファッカー）

- PITGOb & DJ MUNARI『REBORN』（2010年8月4日）
  - 16. Letter to D.O feat D.O

- T2K a.k.a. Mr.Tee『TOKYO RULES』（2012年2月8日）
  - 4. Goodfellas feat. D.O & PIT GOb

- DARTHREIDER『REIDERS EP』（2014年9月24日）
  - 2. HOOD TOOK ME UNDER feat. T.O.P., D.O (BLACK SWAN CASE #13)

- DJ Deckstream『DRESS CODE』（2014年12月10日）
  - 5. Most Beautiful In The World feat. SEAMO & D.O

- オムニバス『BULLMOOSE presents FLOATIN'LAB Ⅱ』（2015年1月28日）
  - 9. Cryptid (SKY-HI, D.O, 鎮座DOPENESS, L-VOCAL, NORIKIYO)

- LIBRO『GEAR』（2015年1月14日）
  - 4. あの日の1993 feat. D.O

- LORD 8ERZ『More Than 8』（2016年4月13日）
  - 3. LOOP（feat. D.O, DOGMA）

- L-VOKAL『ケペラギ2』（2017年7月21日）
  - 1. ケペラギ2 feat. CK, D.O, とろサーモン（久保田 aka MCサーモン）

- SALU『INDIGO』（2017年7月24日）
  - 2. LIFE STYLE feat.漢 a.k.a. GAMI, D.O

- DOGMA×LORD 8ERZ『DROPOUT SIDING』（2019年4月24日）
  - 2. FAILED ESCAPE / DROPOUT SIDING feat. 漢 a.k.a. GAMI & D.O

- T2K a.k.a. Mr.Tee『continue...』（2019年4月24日）
  - 3. Dangerous Life feat. D.O

- DJ TATSUKI『What You Know About』（2019年9月15日）
  - 1. What You Know About feat. BIG-T, T2K & D.O

- KOHH『CBD (Remix)』（2021年8月20日）
- Red Eye&OVER KILL『Dangerous Original（feat. D.O）Remix』（2022年5月16日）
- D.O prod. by Xansei｜Red Bull 64 Bars

## 著書
- 悪党の詩 D.O自伝（2019年9月30日、彩図社、ISBN 978-4-801-30396-6）
- JUST PRISON NOW D.O獄中記（2022年12月27日、彩図社、ISBN 978-4-801-30628-8）

## 出演

### 映画
- TOKYO TRIBE（2014年8月30日、日活） - トーキョーを支配するトライブの１つ「練マザファッカー」のリーダーという役で出演
- MAD MASK（2025年7月25日、IVS41/グレープカンパニー）[12]

### テレビ番組
- リンカーン（2007年、TBS）
- BAZOOKA!!!

### CM
- 『エクステ専門・女性専用美容室 Extentions（エクステンションズ）』（2008年） - 松本莉緒と共演